# オールナイトニッポンPODCAST ランジャタイの伝説のひとりぼっち集団
『オールナイトニッポンPODCAST ランジャタイの伝説のひとりぼっち集団』（オールナイトニッポンポッドキャスト ランジャタイのでんせつのひとりぼっちしゅうだん）は、ランジャタイがパーソナリティを務めるラジオ番組。
ニッポン放送 PODCAST STATION他で配信されている。
ANNPの月替わりパーソナリティからレギュラーパーソナリティに抜擢されたのはランジャタイが初となる。
2024年8月11日、伊藤幸司が未成年女性と関係を持ったことにより、活動休止することを発表。これを受けて、本番組は8月15日以降8月末まで配信を休止し、9月からはANNPの枠を離れて『ランジャタイ国崎の伝説のひとりぼっち集団』としてリニューアルすることとなった。8月6日に配信した第19話が結果的に2人での最終回となった。
2025年4月29日、同月から芸能活動を再開した伊藤が「国崎和也の伝説のひとりぼっち集団」に出演。続く5月6日放送分にも出演し、当番組の復活を発表。同年5月13日放送分より2人での放送を再開した。

## 出演者

### パーソナリティ
- ランジャタイ（伊藤幸司、国崎和也）
- 作家　畠山

## コーナー
- 番組タイトル
- ご意見
- ラジオネームプレゼント
- チャパティ
- おはじきチョコレート
- かつやのみちお
- テレビBESTシーン
- ふつうメール（ふつおた）
- 番組テーマ曲募集
- 伊藤ちゃんに友達をつくってあげよう
- インプロ
- 来世への持ち物
- 引き戸ジングル